# Manteiga

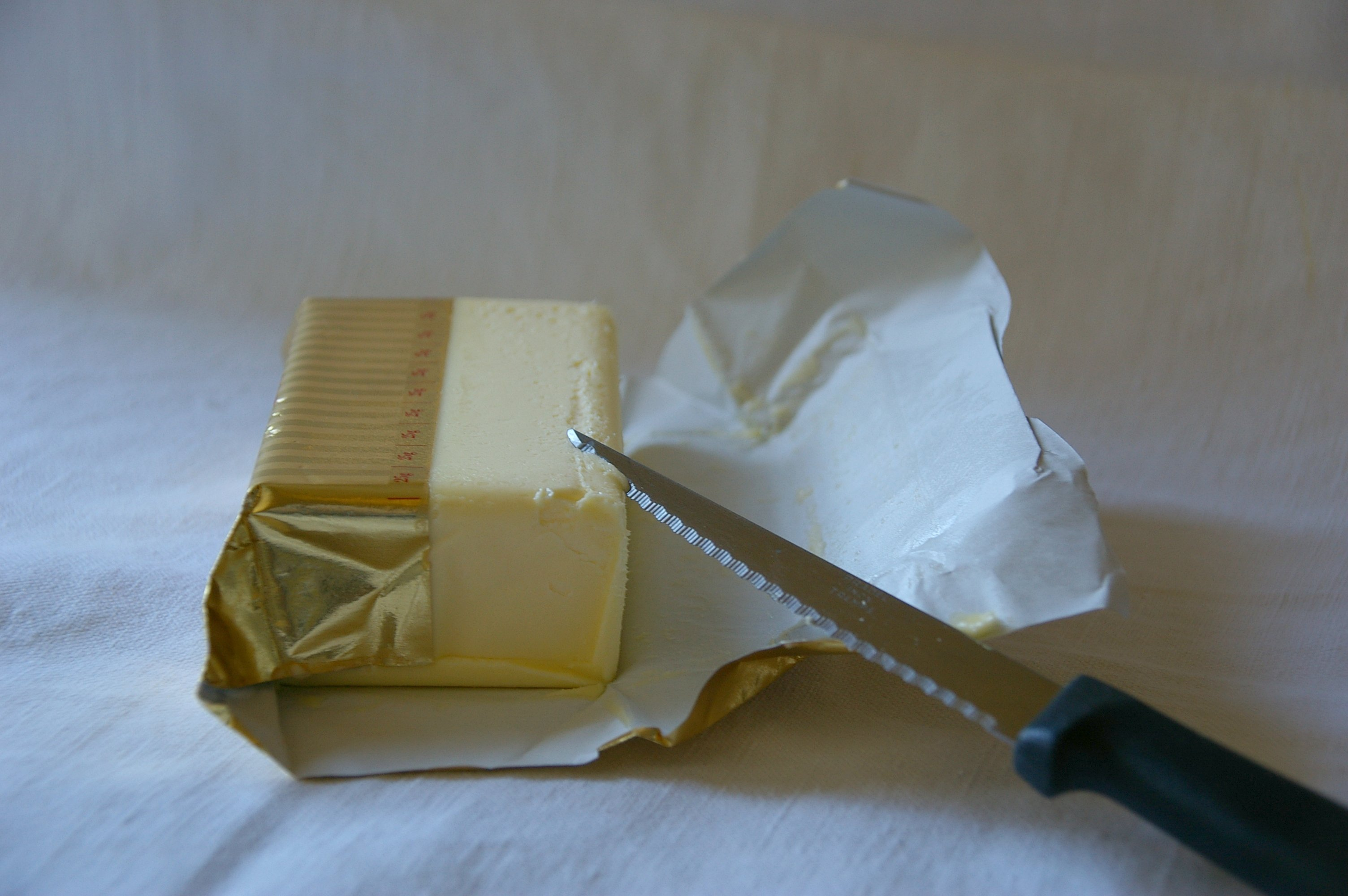
Um pacote de manteiga

Floris van Schooten

A manteiga é uma emulsão de água em gordura, um produto feito exclusivamente a partir do leite de vaca, que é batido até emulsionar, que pode ser usada na culinária, por exemplo sobre fatias de pão ou biscoitos, ou ainda no cozimento de alimentos. É produzida onde há atividade pecuária, e as suas origens são antiquíssimas, datando seguramente da pré-história. O aparelho usado para bater o leite chama-se barata.
Manteiga é o termo dado ao alimento do leite de vaca, se for de outro animal o nome correto é:  "manteiga de + nome do animal de origem". A manteiga é composta por cerca de 83% de gordura, sendo o restante água e resíduos de lactose (o açúcar do leite) e de butirina, um tipo de gordura. O processo industrial de fabricação de manteiga pode manipular a cor dela com corantes como o urucu.
Constitui-se como um alimento muito gordo, rico em gorduras saturadas, colesterol e calorias, pelo que é recomendável em doses moderadas para desportistas ou pessoas que tenham um grande consumo energético. Salvo especiais condições de saúde, é compatível com uma dieta sã e equilibrada e é fácil de digerir apesar do seu conteúdo em gordura.

## Tipos
Existem vários tipos de manteiga, mas podem distinguir-se basicamente dois:
- Manteiga ácida: antes da acidificação da nata (método tradicional).
- Manteiga doce: depois da acidificação da nata.

Pode juntar-se sal ou não, obtendo manteiga salgada ou doce segundo o caso (a salgada conserva-se melhor). Pode elaborar-se a partir do leite de muitos animais, sendo os mais habituais no mundo ocidental a vaca, a ovelha, a cabra e ultimamente também se tem popularizado a de búfala (não é possível obter manteiga a partir de leite de camela).[carece de fontes?]

## Produção mundial
Dados referentes à produção de manteiga feita unicamente com leite de vaca:
| 1  | Estados Unidos | 892 801 |
| 2  | Nova Zelândia  | 502 000 |
| 3  | Alemanha       | 484 047 |
| 4  | França         | 352 400 |
| 5  | Rússia         | 257 883 |
| 6  | Irlanda        | 237 800 |
| 7  | Turquia        | 215 431 |
| 8  | Irão           | 183 125 |
| 9  | Polónia        | 177 260 |
| 10 | México         | 153 674 |
| 11 | Reino Unido    | 152 000 |
| 12 | Canadá         | 116 144 |
| 13 | Bielorrússia   | 115 199 |
| 14 | Brasil         | 109 100 |

Fonte: Butter, Cow Milk production by FAO.

## Manteiga clarificada
A manteiga clarificada é a gordura do leite extraída da manteiga para separar os sólidos do leite e a água da gordura da manteiga, normalmente produzida derretendo a manteiga e permitindo que os componentes se separem por densidade, assim a água evapora alguns sólidos (proteínas do soro do leite) flutuam para a superfície e são retirados, e o restante dos sólidos do leite (caseína) afunda e fica para trás quando a gordura da manteiga (no topo) é derramada ou separada. Os métodos comerciais de produção também incluem evaporação direta, ou decantação e centrifugação seguida de secagem a vácuo.
A manteiga clarificada tem um ponto de fumaça mais elevado (252 °C (486 °F)) que a manteiga normal (163–191 °C (325–376 °F)), e, portanto, é preferida em algumas aplicações de cozimento, como refogar. Tem quantidades insignificantes de lactose e caseína e é, portanto, aceitável para a maioria dos que têm intolerância à lactose ou alergia à caseína.